# Светлый (городской округ Томск)
Све́тлый — посёлок в подчинении Томска, относится к Октябрьскому району города, входит в состав городского округа Город Томск. До 12 ноября  2004 года находился в составе Томского района Томской области.

## Население
| 1989  | 2002  | 2010  | 2012  | 2013  | 2014  | 2015  |
| ----- | ----- | ----- | ----- | ----- | ----- | ----- |
| 5837  | ↗7514 | ↘7479 | ↘7447 | ↘7442 | ↘7413 | ↗7504 |
| 2021  |       |       |       |       |       |       |
| ↘7388 |       |       |       |       |       |       |

## История
Строительство посёлка началось в 1979 году, в непосредственной близости от расположенной в 15 километрах к северо-востоку от Томска деревни Реженки (основана в конце XIX века переселенцами-латышами), с возведения пяти- и девятиэтажных панельных жилых домов массовых серий, число которых увеличивалось и новый посёлок быстро поглотил собой Реженку, прекращение существования которой, как населённого пункта, официально закреплено решением Томского облисполкома от 17 марта 1982 года. 
С 1982 до 1992 года являлся посёлком городского типа (рабочим посёлком).
12 ноября 2004 года Светлый передан из Томского района, в состав которого он входил с момента основания, в подчинение городу Томску. День посёлка празднуется в конце сентября.

## Климат
В Светлом климат холодно-умеренный, большое количество осадков, даже в самые засушливые месяцы. По классификации климатов Гёппена этот посёлок относится к влажному континентальному климату (индекс Dfb). Средняя годовая температура составляет 0.4 °C. В год выпадает около 550 мм осадков.
| Показатель                    | Янв.  | Фев.  | Март  | Апр. | Май  | Июнь | Июль | Авг. | Сен. | Окт. | Нояб. | Дек.  | Год  |
| ----------------------------- | ----- | ----- | ----- | ---- | ---- | ---- | ---- | ---- | ---- | ---- | ----- | ----- | ---- |
| Средний суточный максимум, °C | −13,6 | −11,6 | −2,8  | 6,2  | 15,4 | 22   | 24,7 | 21,0 | 14,7 | 4,3  | −5,7  | −11,5 | 5,3  |
| Средняя температура, °C       | −17,5 | −16,4 | −8,2  | 1,1  | 9,3  | 15,9 | 19,0 | 15,7 | 9,7  | 0,9  | −9,3  | −15,5 | 0,4  |
| Средний суточный минимум, °C  | −21,4 | −21,1 | −13,5 | −4   | 3,3  | 9,9  | 13,3 | 10,4 | 4,8  | −2,4 | −12,9 | −19,5 | −4,4 |
| Норма осадков, мм             | 32    | 21    | 22    | 31   | 47   | 64   | 73   | 72   | 47   | 53   | 50    | 38    | 550  |
| Источник:                     |       |       |       |      |      |      |      |      |      |      |       |       |      |

## Инфраструктура
Предприятия: свинокомплекс «Томский», птицефабрики «Томская» и «Межениновская», Светленское дорожное ремонтно-строительное управление.
В посёлке есть несколько социальных объектов: Губернаторский Светленский лицей, школа, детский сад.

## Улицы[2]
Изначально названия улицам посёлка не присваивались, существовала лишь нумерация домов. Однако, после вхождения Светлого в состав города Томска посёлок был разделён на два микрорайона: Светлый и Реженка. (Наименование первого из них совпадает с названием посёлка, а имя второго повторяет название поглощённой посёлком деревни). В вышеназванных микрорайонах выделены следующие улицы:
Микрорайон Светлый.
Улицы: Лазурная, Летняя, Лучистая, Парковая, Светлая, Солнечная, Цветная;
Переулки: Лазурный, Маленький.
Микрорайон Реженка.
Улицы: Дальняя, Луговая, Песочная, Садовая, Строительная, Трудовая, Центральная;
Переулки: Горный, Круглый, Овражный.
Отведена территория под индивидуальное жилищное строительство, с неофициальным названием посёлок Народный.

## Общественный транспорт
Автобусные маршруты: 130, 131,130К, 130C, 130Р, 156.

## Многоквартирные жилые дома
В посёлке есть 13 девятиэтажных жилых зданий и 13 пятиэтажных. Все девятиэтажные здания тут, за исключением бывшей малосемейной девятиэтажки (под номером №23), (А именно дома № 1, 2, 3, 4, 5, 6, 7, 8, 9, 15, 17, 18 и 19) являются домами серии 111-75 (или же просто 75). Остальные дома (№10, 11, 12, 13, 14, 16, 18-А, 20, 21, 58, 59, 60 и 65) являются пятиэтажными типовыми домами.